# HIP 115973
HIP 115973 — звезда, которая находится в созвездии Тукан на расстоянии 360 парсек (1170 световых лет) от Солнца. Относится к жёлтым гигантам.

## Характеристики
HIP 115973 представляет собой звезду спектрального класса G8. HIP 115973 не видна невооружённым глазом, поскольку имеет видимый блеск 9,02. Температура HIP 115973 оценивается приблизительно в 4800 кельвинов.